# Close to Me (Ellie Goulding & Diplo)
Close to Me is een nummer uit 2018 van de Britse zangeres Ellie Goulding en de Amerikaanse dj Diplo, in samenwerking met de Amerikaanse rapper Swae Lee.
Het nummer gaat over de intense connectie die twee geliefden met elkaar voelen. "Close to Me" werd vooral in Europa en Noord-Amerika een (bescheiden) hit. In het Verenigd Koninkrijk en in de Vlaamse Ultratop 50 behaalde het de 17e positie, en in de Amerikaanse Billboard Hot 100 de 31e. In de Nederlandse Top 40 haalde het nummer de 9e positie.